# Municipio de Virginia (Ohio)
El municipio de Virginia (en inglés: Virginia Township) es un municipio ubicado en el condado de Coshocton en el estado estadounidense de Ohio. En el año 2010 tenía una población de 596 habitantes y una densidad poblacional de 9,19 personas por km².

## Geografía
El municipio de Virginia se encuentra ubicado en las coordenadas 40°11′33″N 81°56′36″O / 40.19250, -81.94333. Según la Oficina del Censo de los Estados Unidos, el municipio tiene una superficie total de 64.86 km², de la cual 64,33 km² corresponden a tierra firme y (0,81 %) 0,53 km² es agua.

## Demografía
Según el censo de 2010, había 596 personas residiendo en el municipio de Virginia. La densidad de población era de 9,19 hab./km². De los 596 habitantes, el municipio de Virginia estaba compuesto por el 97,65 % blancos, el 0,5 % eran amerindios, el 0,34 % eran asiáticos y el 1,51 % eran de una mezcla de razas. Del total de la población el 0 % eran hispanos o latinos de cualquier raza.